# 慶妃
庆妃（1840年—1885年）张氏，汉军旗內務府園戶之女，御苑苑戶之孫女。清朝咸丰帝之妃。

## 生平
道光二十年（1840年）十月初一日出生，家族基本都在御苑和御園里工作，沒有一個當官的人。張氏有一個為被革園戶的哥哥，而兩個弟弟都僅為閒散。咸豐初年，张氏經內務府選秀而入宮，成为长春宫宮女。
咸豐九年九月初九日，敬事房傳旨：「長春宮女子一名封為慶貴人，次序在禧貴人之次」。
咸豐十年十月，被剛登極的同治帝尊封為慶嬪。同治八年五月十二日，容嬪伊爾根覺羅氏薨逝，遺體挪至吉安所，慶嬪和禧嬪出宮前往吉安所送別。同治十三年十一月，被剛登極的光绪帝尊封為慶妃。
光绪十一年（1885年）五月初三日，慶妃逝世，享年四十六岁。光绪十四年九月二十四日，葬於定陵妃園寢。慶妃的喪葬禮儀按嫔例辦理，而璷妃葉赫那拉氏的喪葬禮儀則按貴妃例辦理。这两位在咸豐年間都曾随慈禧太后居住在儲秀宮內，因与慈禧太后的关系，以及她们自身的素质而导致了喪儀规格的巨大差别。